# Fritz Große
Fritz Große (5 lutego 1904 w Altenberg, zm. 12 grudnia 1957 w Berlinie) – niemiecki polityk członek Komunistycznej Partii Niemiec (KPD), następnie Niemieckiej Socjalistycznej Partii Jedności (SED).
W 1955 został odznaczony Orderem Zasług dla Ojczyzny.